# Artemita peruviana
Artemita peruviana är en tvåvingeart som beskrevs av Kertesz 1914. Artemita peruviana ingår i släktet Artemita och familjen vapenflugor.
Artens utbredningsområde är Peru. Inga underarter finns listade i Catalogue of Life.